# Белоцерковцева, Лариса Дмитриевна
Лари́са Дми́триевна Белоцерко́вцева (род. 21 мая 1952 года, Дзержинск, Донецкая область, Украинская ССР, СССР) — российский учёный-медик, специалист в области акушерства, гинекологии и перинатологии, Заслуженный врач Российской Федерации, лауреат Премии Правительства РФ в области науки и техники, главный врач Сургутского окружного клинического центра охраны материнства и детства, заведующая кафедрой акушерства, гинекологии и перинатологии Медицинского института СурГУ, доктор медицинских наук, профессор, врач акушер-гинеколог высшей квалификационной категории, врач организатор здравоохранения высшей квалификационной категории, член президиума правления и председатель регионального общества акушеров-гинекологов, сопредседатель регионального штаба ОНФ в Ханты-Мансийском автономном округе, депутат VII созыва Думы Ханты-Мансийского автономного округа — Югры.

## Биография
- 1969—1975 — Тюменский государственный медицинский институт, «лечебное дело», «акушер-гинеколог».
- 1975—1984 — Врач-акушер-гинеколог, Сургутская центральная городская больница.
- 1984—1995 — Заместитель главного врача по родовспоможению, Медико-санитарная часть Производственного объединения «Сургутнефтегаз».
- 1995—1998 — Главный врач, Муниципальное учреждение здравоохранения «Центр родовспоможения и репродукции».

С 1997 по настоящее время — заведующий кафедры акушерства и гинекологии Медицинского института СурГУ на базе МУЗ КРД ЦРР.
- 1998—2003 — Главный врач, Муниципальное учреждение здравоохранения Клинический родильный дом «Центр родовспоможения и репродукции» (МУЗ КРД ЦРР).
- 1999 — докторская диссертация в Первом Московском государственном медицинском университете имени И. М. Сеченова по теме: «Клиническое значение малоинвазивной хирургии в диагностике и лечении гинекологических заболеваний».
- 2001 — присвоено звание профессора по кафедре акушерства и гинекологии.
- 2003—2008 — Главный врач, муниципальное учреждение здравоохранения «Сургутский клинический перинатальный центр».
- 2005 — Академия народного хозяйства при Правительстве РФ, MBA, менеджер здравоохранения высшей квалификации.
- 2008—2021 — Главный врач, бюджетное учреждение Ханты-Мансийского автономного округа — Югры "Сургутский окружной клинический перинатальный центр".

С 2021 по настоящее время — Главный врач, бюджетное учреждение Ханты-Мансийского автономного округа — Югры «Сургутский окружной клинический центр охраны материнства и детства».

## Научная деятельность
Специалист в области акушерства, гинекологии и перинатологии. Постоянный участник крупнейших научных конференций с докладами по самым острым проблемам в акушерстве, гинекологии и перинатологии. Член Президиума правления Общероссийской общественной организации содействия охране материнства и детства «Российское общество акушеров-гинекологов». Организатор ежегодных научно-практических конференций с международным участием «Всемирная Школа перинатальной медицины имени профессора Эриха Залинга» в Югре.
В 1997 году Белоцерковцева организовала и возглавила кафедру акушерства и гинекологии Медицинского института Сургутского госуниверситета на базе МУЗ КРД ЦРР. Под её руководством подготовлены и защищены 24 кандидатских диссертаций и 3 — докторские по медицинским наукам. В 2011 году Белоцерковцева стала лауреатом премии Правительства РФ в области науки и техники «за разработку и внедрение высокотехнологичных методов исследования состояния матери и плода для обеспечения здоровья будущего поколения».

## Награды
- 2002 — почётное звание «Заслуженный врач Российской Федерации»[11];
- 2005 — почётное звание «Заслуженный работник здравоохранения Ханты-Мансийского автономного округа — Югры»;
- 2007 — Почётная грамота Думы Ханты-Мансийского автономного округа — Югры;
- 2011 — Лауреат премии Правительства РФ в области науки и техники за разработку и внедрение высокотехнологичных методов исследования состояния матери и плода для обеспечения здоровья будущего поколения[10];
- 2016 — Почётная грамота Министерства здравоохранения РФ;
- 2014 — Знак «За заслуги перед городом Сургутом»;
- 2018 — Благодарственное письмо Президента РФ;
- 2018 — Почётная грамота Губернатора Ханты-Мансийского автономного округа — Югры;
- 2019 — Благодарственное письмо Президента РФ В. В. Путина за активное участие в работе Общероссийского народного фронта.